# Campionati mondiali di pentathlon moderno 1962
I campionati mondiali di pentathlon moderno 1962 si sono svolti a Città del Messico, in Messico. Si sono disputate le gare maschili individuali ed a squadre.

## Risultati

### Maschili
| Evento      | Oro                                                                | Argento                                       | Bronzo                                             |
| Individuale | Eduard Sdobnikov                                                   | Igor' Novikov                                 | Ferenc Török                                       |
| A squadre   | Unione Sovietica Igor' Novikov Eduard Sdobnikov Valeriy Pizhuchkin | Ungheria András Balczó Imre Nagy Ferenc Török | Stati Uniti John Daniels Allan Jackson Paul Pesthy |

## Medagliere
| Posizione | Paese            |   |   |   | Totale |
| --------- | ---------------- | - | - | - | ------ |
| 1         | Unione Sovietica | 2 | 1 | 0 | 3      |
| 2         | Ungheria         | 0 | 1 | 1 | 2      |
| 3         | Stati Uniti      | 0 | 0 | 1 | 1      |
| Totale    | Totale           | 2 | 2 | 2 | 6      |